# Селянур
Селянур — деревня в Граховском районе Удмуртии, в составе Староятчинского сельского поселения.

## Географическое положение
Деревня располагается в западной части района, в 7 км от центра сельского поселения, на правом берегу реки Умяк.

## История
Впервые деревня Малый Солянур-Пельга упоминается в ландратской переписи 1716 года среди населённых пунктов сотни Токбулата Рысова Арской дароги Казанского уезда. После образования Елабужского уезда деревня входила в состав Староятчинской волости. По итогам десятой ревизии в 1859 году в 32 дворах деревни проживало 244 жителя.
В 1924 году в результате административной реформы деревня вошла в состав Староятчинского сельсовета Троцкой волости, но уже в следующем году сельсовет разукрупнён. С 1925 по 1954 годы деревня входила в состав Русско-Куюкского сельсовета, после его упразднения 16 июня 1954 года снова в состав Староятчинского сельсовета.

## Население
| 2010 | 2012 |
| ---- | ---- |
| 118  | ↘104 |

## Объекты социальной сферы
- Селянурский сельский дом культуры
- Селянурский фельдшерско-акушерский пункт

## Улицы
- улица Молодёжная
- улица Новая
- улица Селянурская
- улица Средняя
- улица Старая